# Sadhana Forest
 (février 2019).
Pour l’article homonyme, voir Sadhana.
Sadhana Forest est une organisation non-lucrative basée sur le volontariat dont le but est d'enseigner aux citoyens locaux et aux volontaires le renouvellement environnemental et un mode de vie durable,. 
En 2003, Yorit et Aviram Rozin ont fondé Sadhana Forest à Auroville, en Inde. Le projet cible également la reforestation et la conservation de l'eau au sein de deux autres sites ruraux : Anse-à-Pitres, en Haiti et à Samburu, au Kenya. Sadhana Forest est un projet de développement durable à long terme.

## Sites
Les trois sites de Sadhana Forest se concentrent sur trois projets principaux de conservation et de développement : eau, arbres et habitants. Les trois sites ont les mêmes objectifs mais procèdent de manière différente. 
Sadhana Forest fut créée en 2003 à Auroville, en Inde. Le projet central de ce site était la reforestation de la Tropical Dry Evergreen Forest, proche de l'excitation puisqu'il n'en reste que 0,01 %. Sadhana Forest India a un « Children's Land « où les enfants des locaux apprennent un mode de vie et de conservation durables et à apprécier la nature à travers les valeurs d'apprentissage de la non-scolarisation. Les enfants choisissent souvent de jardiner, peindre, dessiner, cuisiner, construire, jouer à des jeux et planter des arbres. Le 8 avril 2010, Sadhana Forest Haiti dans la commune de Anse-à-pitres dans le sud-est d'Haiti. En juin 2013, Sadhana Forest a établi son troisième site à Samburu, au Kenya.

## Objectif
Sadhana Forest a pour but de combattre les pénuries d'eau grâce à la conservation de l'eau, la permaculture et l'éducation. Sadhana Forest a pour but de planter des espèces d'arbres indigènes dans des zones qui ont été dévastées par la déforestation, ce qui est un résultat commun d'urbanisation, d'exploitation forestière illégale, de feux et de récolte du bois.
Sadhana Forest reconnaît l'impact négatif que les catastrophes climatiques et l'épuisement des ressources naturelles ont sur les communautés. Ces catastrophes et cet épuisement des ressources sont souvent causés par l'Homme et résultent en la perte de plantations pour les agriculteurs et les familles qui sont obligés de quitter leur pays. Sadhana Forest travaille pour trouver des solutions à ces problèmes grâce à l'éducation de milliers de locaux et de bénévoles venant du monde entier, qu'ils reçoivent chaque année pour parler de mode de vie durable.
Les bénévoles vivent dans des huttes écologiques et la communauté ne repose que sur l'énergie solaire et éolienne. D'autres pratiques durables ancrées dans la communauté sont l'alimentation végane biologique, le recyclage et la minimisation des déchets, les toilettes sèches, le compostage des excréments humains et un système d'eaux usées. Ceux qui souhaitent être bénévoles à Sadhana Forest doivent respecter les règles de vie de l'organisation. Le site est notamment un endroit où les drogues, l'alcool, le tabac ou encore la compétition ne sont pas tolérés. Ces règles de vie sont présentes pour encourager une communauté saine et coopérative.

## Récompenses
Le 25 novembre 2010, Sadhana Forest Haiti et Inde sont arrivés en troisième position pour le Humanitarian Water and Food Award.